# Parcoul-Chenaud
Parcoul-Chenaud ist eine französische Gemeinde  mit 809 Einwohnern (Stand: 1. Januar 2022) im Département Dordogne in der Region Nouvelle-Aquitaine. Sie gehört zum Arrondissement Périgueux und zum Kanton Montpon-Ménestérol.
Sie entstand mit Wirkung vom 1. Januar 2016 als Commune nouvelle durch Zusammenlegung der bis dahin selbstständigen Gemeinden Parcoul und Chenaud, die in der neuen Gemeinde den Status einer Commune déléguée besitzen. Der Verwaltungssitz befindet sich im Ort Parcoul.

## Gliederung
| Ortsteil                  | ehemaliger INSEE-Code | Fläche (km²) | Einwohnerzahl zum 1. Januar 2022 |
| ------------------------- | --------------------- | ------------ | -------------------------------- |
| Parcoul (Verwaltungssitz) | 24316                 | 14,17        | 439                              |
| Chenaud                   | 24118                 | 12,58        | 370                              |

## Lage
Nachbargemeinden sind Bazac im Nordwesten, Saint-Quentin-de-Chalais im Norden, Les Essards im Nordosten, Saint Aulaye-Puymangou im Osten, La Roche-Chalais im Süden, Saint-Aigulin im Südwesten und Médillac im Westen.